# Raïon de Charkan
Le raïon de Charkan (russe : Шарка́нский райо́н, Charkanski raion; oudmourte : Шаркан ёрос, Šarkan joros) est un raïon de la république d'Oudmourtie en Russie,.

## Présentation
La superficie du raïon de Charkan est de 1 405 km2.
Le raïon est situé dans la partie orientale de l'Oudmourtie.
Au nord, il est bordé par le raïon de Debyosy, à l'est par le kraï de Perm, au sud par le raïon de Votkinsk, à l'ouest par  le raïon d'Yakchour-Bodya et au nord-ouest par le raïon  d'Igra.
Le raïon comprend 15 municipalités rurales et son centre administratif est le village de Charkan.
Les rivières principales du raïon sont la Votka, lnIta, la Charkanka, la Nijnjaja Lypka, la Pachurka et la Kivarka.
Environ 40% de la superficie du raïon est boisée.
Le champ pétrolifère de Mychkino est situé dans Le raïon.
83,1% de la population sont des Oudmourtes, 15,5% des Russes et 0,6% des Tatars.
Le principal moyen de subsistance est l'agriculture, qui se concentre sur la production de lait et de viande, ainsi que sur la culture de céréales, de pommes de terre et de lin.
Le raïon compte 18 entreprises agricoles, 209 fermes privées et 5 fermes auxiliaires.
Les établissements industriels les plus notables sont une usine de tricot, une usine de transformation du lin, une briqueterie et une scierie.
Les institutions culturelles comprennent la maison de la culture du raïon, le musée local, le centre d'artisanat, la bibliothèque, l'école de musique pour enfants.
Le Théâtre du Peuple et deux chœurs folkloriques ont reçu une reconnaissance officielle.
Tol Babai vit dans le village de Charkan.
Charkan est relié  à Votkinsk et Ijevsk par la route. Charkan est à 88 kilomètres de la capitale de la république,.

## Démographie
La population du raïon de Charkan a évolué comme suit:
| 1959   | 1970   | 1979   | 1989   | 2002   |
| ------ | ------ | ------ | ------ | ------ |
| 31 055 | 28 163 | 22 813 | 21 487 | 21 384 |

| 2009   | 2015   | 2019   | 2021   | - |
| ------ | ------ | ------ | ------ | - |
| 21 423 | 18 847 | 18 412 | 19 289 | - |

## Galerie

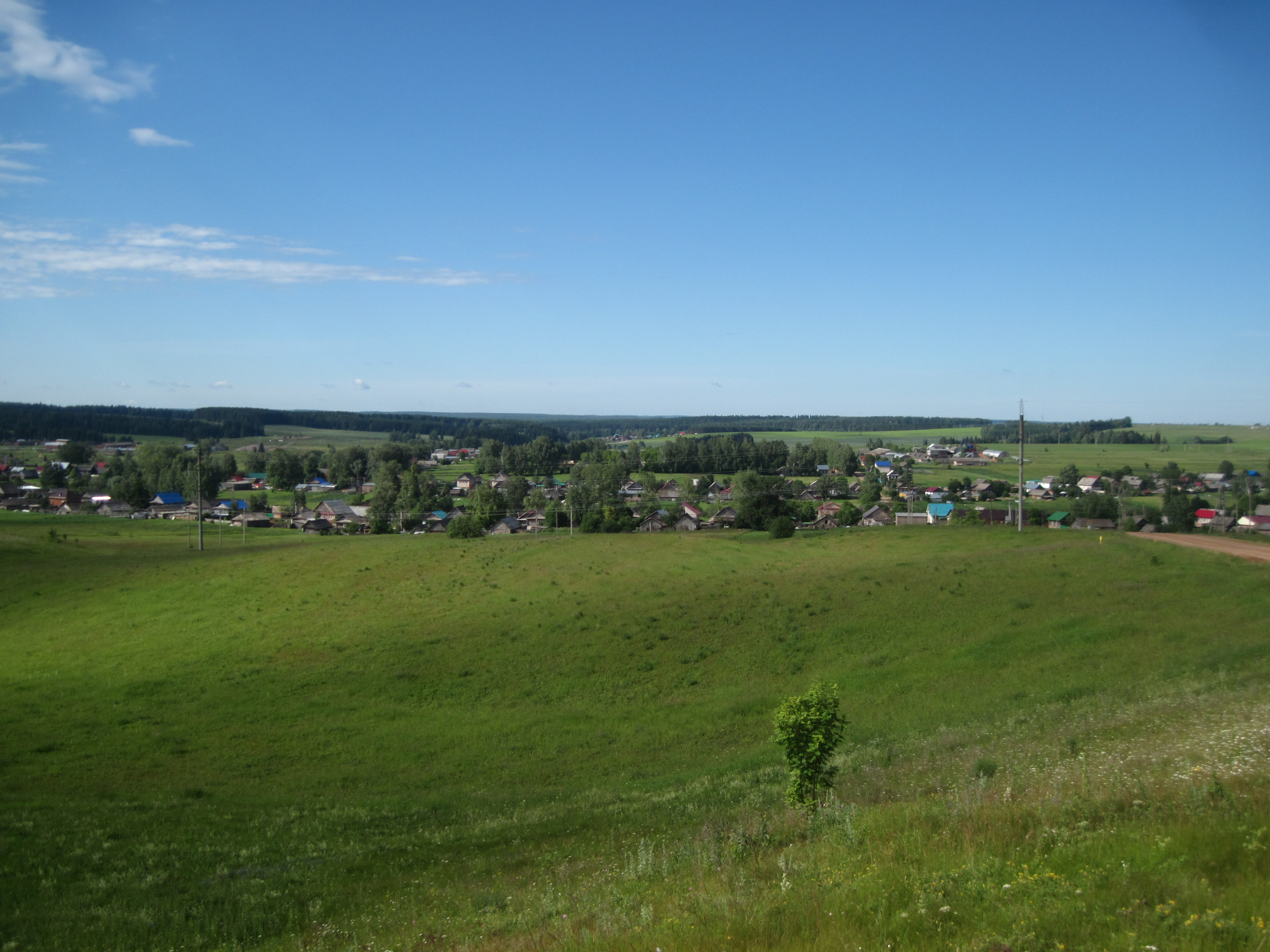
Commune rurale de Byginsky.
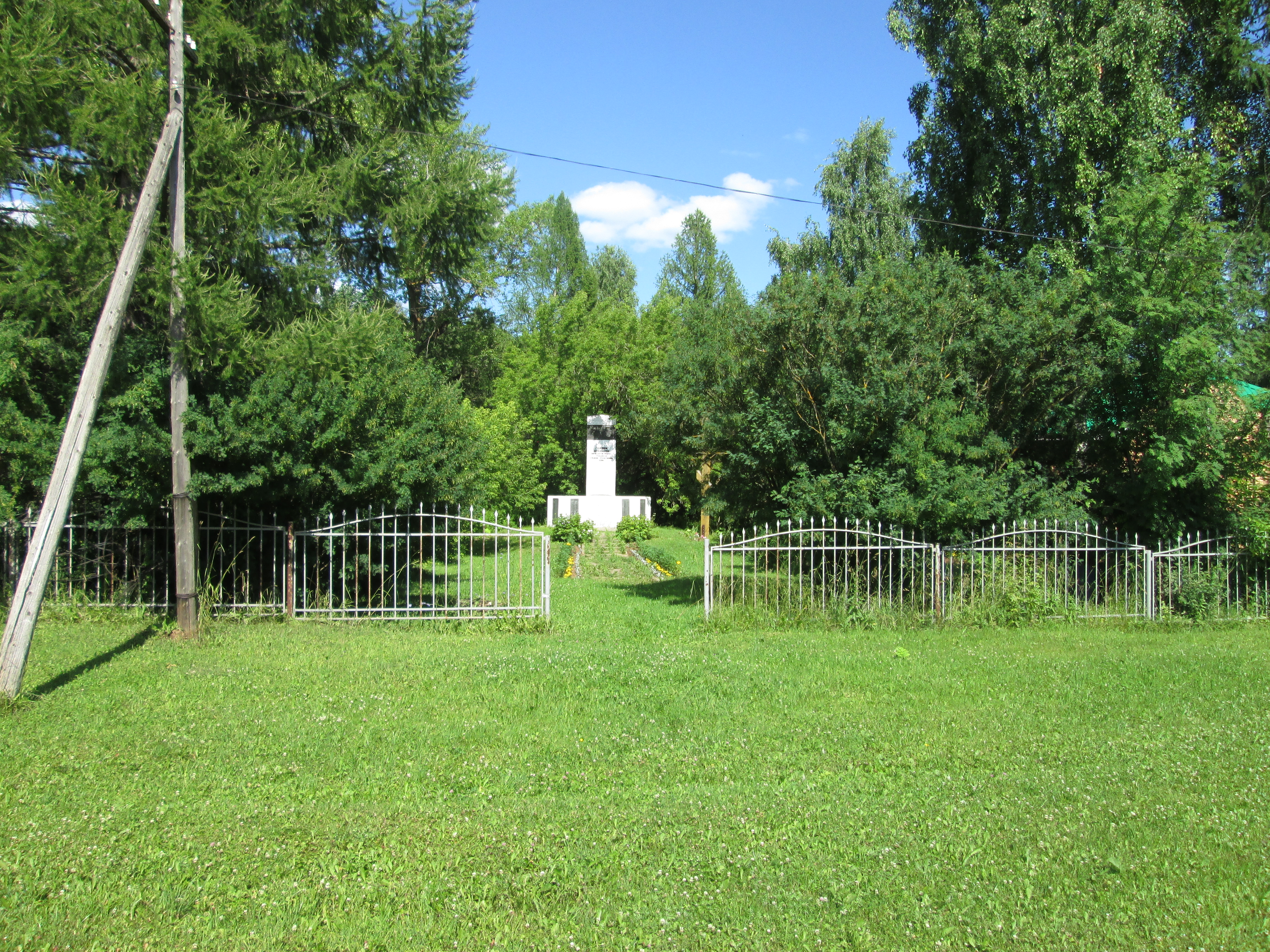
Obélisque à Sosnovka.